# Benjamin Arthur Bourne
Benjamin Arthur Bourne (Barbados, 1898 - 1974) fue un agrónomo, fitopatólogo, micólogo, fitomejorador, y profesor brito-estadounidense. Desarrolló actividades académicas en la Universidad de la Florida.

## Algunas publicaciones
- 1970. Studies on the bacterial red stripe disease of sugar cane in Florida. Sugarcane Pathol. Newsl. 4: 34—37

- 1963. Alfalfa Varieties and Their Management. Bull. 376 (Storrs Agric. Exp. Sta.) Ed. Univ. of Connecticut Agric. Exp. Sta. 18 pp.

- 1962. Silage Corn Experiments. Bull. 372 (Storrs Agric. Exp. Sta.) Ed. Univ. of Connecticut College of Agric. Exp. Sta. 27 pp.

- 1953. Rate, Placement and Source of Nitrogen for Potatoes in Connecticut. Bull. 297 (Storrs Agric. Exp. Sta.) Con Arthur Hawkins. Ed. Storrs Agric. Exp. Sta. 25 pp.

- 1943. Pasture Investigations: The effects of fertilizers on grazed, permanent pastures. Tenth report. Bull. 245 (Storrs Agric. Exp. Sta.) Con R. I. Munsell. Ed. Storrs Agric. Exp. Sta. 54 pp.

- 1938. Fertilizers for Potatoes: Third Report. Bull. 223 (Storrs Agric. Exp. Sta.) Ed. Storrs Agric. Exp. Sta. 16 pp.

### Libros
- 1934. Studies on the Ring Spot Disease of Sugar-cane. Bull. 267 (Univ. of Florida. Agric. Exp. Sta.) Ed. Cornell Univ. 76 pp.
- La abreviatura «Bourne» se emplea para indicar a Benjamin Arthur Bourne como autoridad en la descripción y clasificación científica de los vegetales.[5]